# Spatelschwanzpapageien
Die Spatelschwanzpapageien (Prioniturus) sind eine Papageiengattung der Altweltpapageien, die auf den Philippinen und in Indonesien vorkommt. Der Gattungsname setzt sich aus den griechischen Wörtern πριονῖτις für „Säge“ und ουρά für „Schwanz“ zusammen.

## Merkmale
Die Spatelschwanzpapageien sind mittelgroße, stämmige Papageien mit einem grünen Grundgefieder. Die Körperlängen betragen 27 bis 37 cm. Bei manchen Arten haben die Männchen rote Flecken auf dem Oberkopf. Der kurze Schwanz ist quadratisch. Charakteristisch sind die beiden mittleren Schwanzfedern mit verlängerten spatelförmigen Federfahnen. Es gibt eine leichte Einkerbung im Oberkiefer des verhältnismäßig robusten Schnabels, und die Wachshaut ist dicht von Federn umgeben. Nur die Nasen sind unbefiedert. Sexualdimorphismus ist bei einigen Arten ausgeprägt, bei anderen hingegen gering. Die Jungvögel ähneln den adulten Weibchen oder sie sind stumpfer gefärbt als diese. Bei ihnen fehlen die länglichen zentralen Schwanzfedern.

## Arten
In dieser Gattung sind zehn Arten anerkannt:
- Buru-Spatelschwanzpapagei (Prioniturus mada)
- Goldmantel-Spatelschwanzpapagei (Prioniturus platurus)
- Mindanao-Spatelschwanzpapagei (Prioniturus waterstradti)
- Berg-Spatelschwanzpapagei (Prioniturus montanus)
- Palawan-Spatelschwanzpapagei (Prioniturus platenae)
- Mindoro-Spatelschwanzpapagei (Prioniturus mindorensis)
- Sulu-Spatelschwanzpapagei (Prioniturus verticalis)
- Olivbrust-Spatelschwanzpapagei (Prioniturus flavicans)
- Luzon-Spatelschwanzpapagei (Prioniturus luconensis)
- Philippinen-Spatelschwanzpapagei (Prioniturus discurus)

## Biogeographie und Verbreitungsgebiet
Die Spatelschwanzpapageien haben sich in einer geologisch dynamischen Region entwickelt, deren komplexe geografische Geschichte vielfältige Möglichkeiten für eine allopatrische Artenbildung geschaffen hat. Es gibt drei Kladen, die sich zum einen in der Region Wallacea/Sulawesi und zum anderen auf den Philippinen verbreitet haben. Das Verbreitungsgebiet umfasst die Molukken-Insel Buru, Sulawesi, die Talaudinseln, Siau, Lembeh, Dodepo, Togianinseln, Banggai-Inseln, Muna, Butung, Mindanao, Luzon, Palawan, Calauit, Busuanga, Balabac, Mindoro, Sulu-Archipel, Bangka, Marinduque, Catanduanes, Tablas, Sibuyan, Masbate, Ticao, Panay, Guimaras, Negros, Cebu, Bohol, Biliran, Samar, Leyte, Balut, Olutanga, Basilan sowie die Insel Jolo.

## Lebensweise
Sie ernähren sich von Beeren, Pflanzentrieben, Samen, Früchten, Obst und Reis. Gelegentlich richten sie Schäden in Obstplantagen und Reisanbaugebieten an. Die Papageien fliegen meist in kleinen Gruppen lautstark durch das Kronendach hoher Bäume. Die Rufe der Vögel sind sehr schrill.

## Status
Wie die meisten Waldvögel auf dem philippinischen und indonesischen Archipel sind sie vom Verlust ihres Lebensraums betroffen. Der Sulu-Spatelschwanzpapagei wird von der IUCN in die Kategorie vom Aussterben bedroht klassifiziert, der Luzon-Spatelschwanzpapagei ist stark gefährdet. Der Mindanao-Spatelschwanzpapagei, der Olivbrust-Spatelschwanzpapagei und der Berg-Spatelschwanzpapagei stehen auf der Vorwarnliste. Der Palawan-Spatelschwanzpapagei und der Mindoro-Spatelschwanzpapagei werden als gefährdet gelistet. Die übrigens Arten werden als nicht gefährdet eingeschätzt.